# IQ 151
L'IQ 151 era un personal computer a 8 bit prodotto dalla ZPA Nový Bor con sede in Cecoslovacchia nel 1984.
Era dotato di una CPU Tesla MHB8080A (una copia dell Intel Intel 8080) che operava alla frequenza di 2 MHz.
Sulle prime macchine prodotte erano installati 32 kB di memoria RAM mentre successivamente ne furono installati 64 KB.
Era inoltre dotato di 6 KB di ROM, di un'uscita video per collegare una TV e del linguaggio BASIC come modulo opzionale.
L'IQ 151 fu impiegato principalmente nelle scuole ceche così come in Slovacchia fu adottato il PMD 85.
Con la caduta del socialismo avvenuta nel 1989 la produzione dell'IQ 151 cessò anche perché il modello non era competitivo in termini di prezzo, qualità e caratteristiche se confrontato con gli home computer dell'epoca.

## Specifiche tecniche
- CPU Tesla MHB8080A a 2 MHz
- RAM 32 o 64 KB
- ROM 6 KB (su EPROM)
- Modalità testo con 32 o 64 colonne x 32 linee
- Modalità semigrafica 512 x 256 pixels monocromatico (con modulo esterno opzionale)
- Tastiera con 71 tasti, compresi tasti funzione e tasti freccia
- Suono, 1 voce con altoparlante incorporato
- Uscita TV